# Fabienne Logtenberg
Fabienne Logtenberg (née le 27 décembre 1991 à Deventer) est une joueuse internationale néerlandaise de handball, évoluant au poste de pivot.

## Palmarès

### En club
- championne des Pays-Bas en 2011, 2012, 2013, 2014, 2015 et 2016 (avec SV Dalfsen)
- vainqueur de la coupe des Pays-Bas en 2012, 2013, 2014, 2015 et 2017 (avec SV Dalfsen)

### En sélection
- 12e au championnat du monde en 2013[3]